# Průhonice (zámek)
Průhonický zámek ve stejnojmenné obci v okresu Praha-západ je spolu s Průhonickým parkem národní kulturní památkou a součástí světového dědictví UNESCO. Zámek je sídlem Botanického ústavu Akademie věd ČR, který ho spravuje. V přízemí zámku se nalézají expozice zaměřené na historii zámku a parku, vývoj zahradního umění, prezentaci umění, vědy a výzkumu.

## Historie

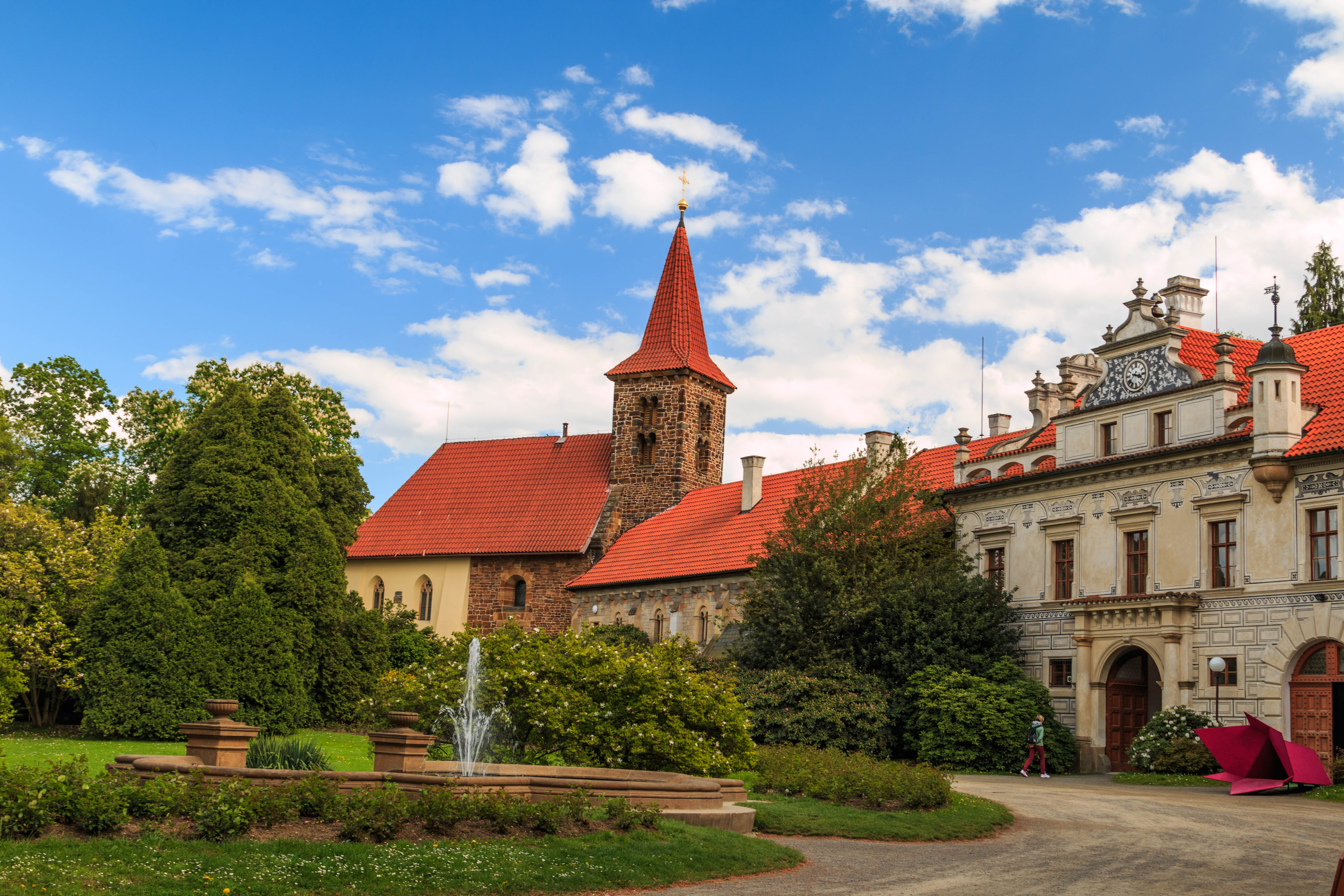
Vstupní část zámku s kostelem Narození Panny Marie

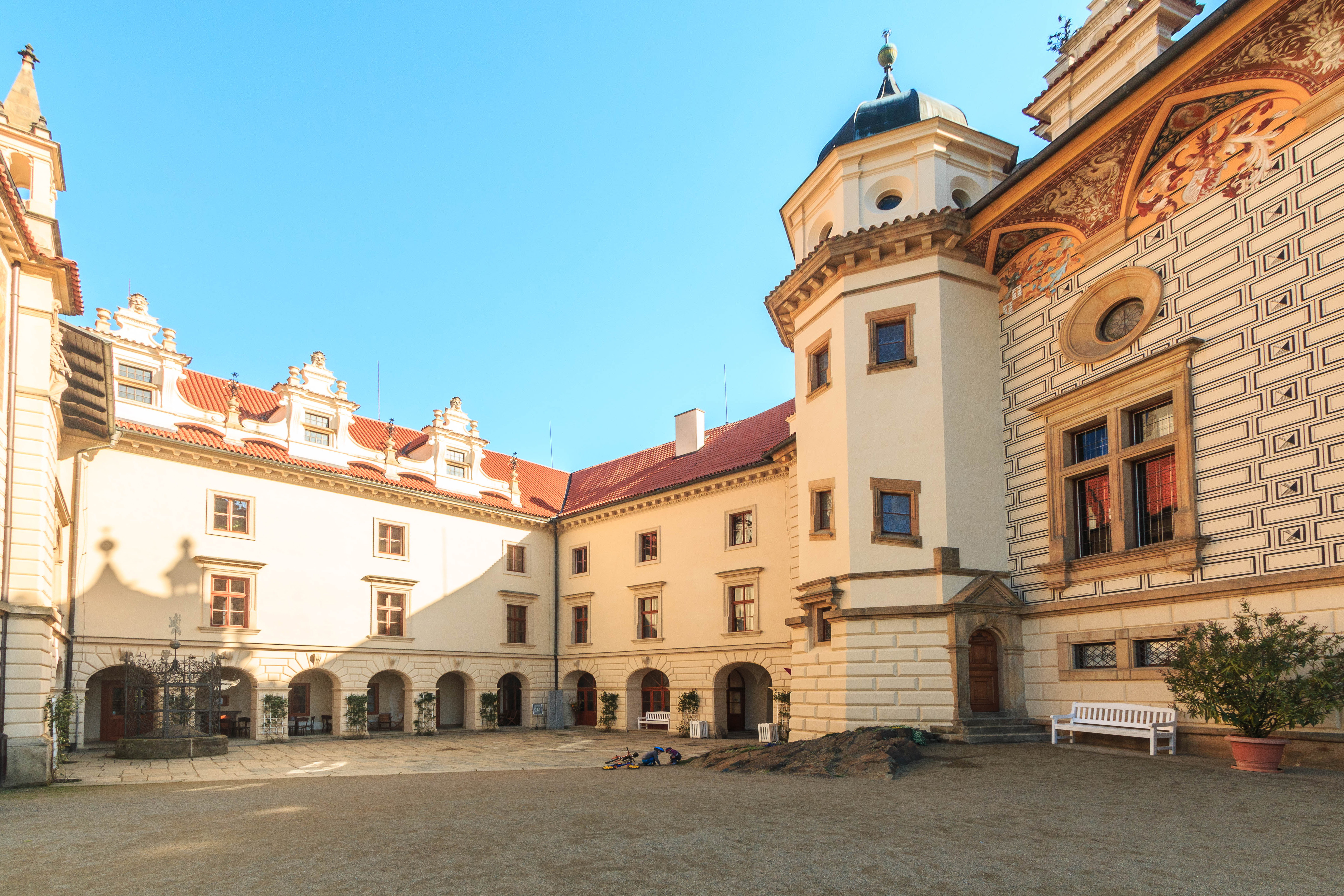
Nádvoří zámku

Na místě dnešního zámku vybudovali ve 14. století gotickou tvrz se statkem pánů z Říčan. Tvrz byla v jejich vlastnictví až do devadesátých let 14. století, kdy se stala majetkem měšťanů z Prahy. Od roku 1404 byla majetkem Jana Dubečského z Dubče. Jeho dědici později přistavěli věž a baštu s předsunutým opevněním. Po vymření rodu roku 1508 zdědili majetek Zapští ze Zap. Ti také provedli přestavbu na renesanční zámek. Roku 1616 od nich zámek koupil rada císaře Rudolfa II., Ondřej Hannewald z Eckersdorfu. Za třicetileté války byl zámek zpustošen.
Ruina postupně střídala majitele; obnova byla zahájena teprve jezuity z koleje svatého Klimenta na Starém Městě v Praze. Ti jej koupili v roce 1669 a začali stavbu rekonstruovat na trojkřídlém půdorysu. Mezi zámkem a kostelem postavili také budovu pivovaru. V jejich majetku byl zámek do roku 1685. Později opět střídal často majitele a chátral.
V roce 1802 se majitelem stal hrabě Jan Nepomuk Nostic-Rieneck, jenž nechal zámek přestavět v klasicistním slohu. V roce 1885 se dědička rodu, Marie Antonie Gabriela provdala za hraběte Arnošta Silva-Taroucu. Na jeho podnět byl zámek v letech 1889 až 1894 přestavěn novorenesančně. Přitom byla zvýšena věž, osazeny renesanční štíty a atiky. Souběžně začal Silva-Taroucca budovat okolní park.
Z důvodu finanční náročnosti Silva-Tarouca v roce 1927 zámek i park prodal československému státu. Jeho správa po druhé světové válce spadala pod řadu institucí, Státní pokusné objekty zemědělské, Výzkumný ústav okrasného zahradnictví, Botanickou zahradu ČSAV (1963 - 1968), Botanický ústav ČSAV (od roku 1968). V rytířském sále byly deponované herbáře Národního muzea. Po rozdělení Československa přešla na Botanický ústav Akademie věd České republiky, který zde sídlí.
V roce 2010 byl zámek spolu s parkem zapsán na seznam národních kulturních památek.

## Stavební podoba
Předchůdcem zámku byl objekt, který se nacházel na hranici mezi tvrzí a hradem, ale vzhledem k rozsahu, poloze a vztahu k vesnici ho Tomáš Durdík zařadil spíše mezi hrady. Stavební dispozicí patřil ke hradům s palácem jako hlavní obrannou i obytnou stavbou.
Hrad stál v západní části ostrožny obtékané Botičem. V její východní části se nacházelo předhradí chráněné příkopem, který začínal přibližně u západního konce kostela Panny Marie a pokračoval směrem k severu. Druhý příkop odděloval předhradí od hradního jádra s lichoběžníkovým půdorysem, do kterého se vstupovalo bránou předsunutou před obrys obvodové hradby. Dominantou jádra byl obdélný palác, který stál podél téměř celé jižní strany. Palác zanikl až během přestavby v novorenesančním slohu na konci devatenáctého století. V patnáctém století bylo jádro rozšířeno o čtverhrannou věž na západní straně a nejspíše také o zadní část jádra s okrouhlou věží nebo baštou.

## Ve filmu
Zámek se objevil ve filmu S čerty nejsou žerty, dále se objevil například v pohádkách Ať žijí duchové! či Arabela. Nádvoří se také objevilo ve filmových pohádkách Princezna se zlatou hvězdou a Třetí princ.
- Kouzelný měšec (1996, režie Václav Vorlíček)